# كأس السوبر الإسباني 2005
كأس السوبر الإسباني 2005 النسخة العشرون لنهائيات كأس السوبر الإسباني وجمعت بطل الدوري الإسباني موسم 2004-05 برشلونة مع بطل كأس إسبانيا موسم 05- 2005 ريال بيتيس ، أُقيمت من مباراتي ذهاب وإياب صيف عام 2005، وحقق برشلونة اللقب بعد فوزة بمجموع المباراتين 4-2 .

## التفاصيل

### مباراة الذهاب
| ريال بيتيس                | 0–3 | برشلونة                                                      |
| ------------------------- | --- | ------------------------------------------------------------ |
| المدرب لورينزو سيرا فيرير |     | جولي 47' · إيتو 51' · رونالدينهو 61' · المدرب · فرانك ريكارد |

### مباراة الإياب
| برشلونة                          | 1–2 | ريال بيتيس                                         |
| -------------------------------- | --- | -------------------------------------------------- |
| إيتو 14' · المدرب · فرانك ريكارد |     | دانيال مارتن 24 ،29' · المدرب · لورينزو سيرا فيرير |